# بحيرة المنزلة
بحيرة المنزلة إحدى أكبر وأهم البحيرات الطبيعية الداخلية في مصر وأخصبها. تطل عليها مدينة المطرية وعلى ضفافها أربع محافظات هي (الدقهلية - بورسعيد - دمياط - الشرقية). وهي تتصل بقناة السويس من خلال بوغاز يحد بورسعيد من الجنوب ويسمى «قناة الاتصال» ويصلها بالبحر الأبيض المتوسط بوغازي «الجميل».
يتوفر لها أهم مقومات المربى السمكي الطبيعي لتوافر المواد الغذائية الطبيعية واعتدال المناخ طوال العام وتنتج ما يقرب من 48 % من إنتاج البحيرات الطبيعية وكان لاتصالها بالبحر الأبيض من خلال البواغيز والفتحات التي تسمح بتبادل المياه وتوازنها ودخول وخروج الأسماك ميزة ساعدت على وجود أفخر أنواع الأسماك في وقت من الأوقات يشرف عليها مجلس مدينة المنزلة المجاورة بمحافظة الدقهلية. وهي تتصل بالبحر المتوسط.
تخللها مشاكل بيئية (مثلا القمامة، والتلوث المنصب من مصرف بحر البقر، وانسداد البواغيز، ونفايات المصانع) وأمنية (من عصابات بلطجية) كبيرة أدت إلى انهيار اقتصادي للمنطقة في العقود الأخيرة.

## الجغرافيا
كانت مساحة بحيرة المنزلة قبل التجفيف 750 ألف فدان (50 كيلو مترا طولا وما بين 30- 35 كيلومترا عرضا) وهي تعادل ما يقرب من عشر مساحة أرض الدلتا كلها. تناقصت مساحة البحيرة من 750 ألف فدان إلى 190 ألف فدان عام 1990 حتى وصلت اليوم 125 ألف فدان وذلك نتيجه أعمال الردم والتجفيف والتجريف في مناطق كبيرة منها فبعد أن كانت تطل على خمس محافظات أصبحت تطل الآن على ثلاث محافظات فقط.
تقع بحيرة المنزلة في موقع فريد ومتميز في الركن الشمالي الشرقي لدلتا النيل يحدها من الشمال البحر الأبيض المتوسط ومن الشرق قناة السويس ومن الغرب نهر النيل فرع دمياط ومن الجنوب سهل الحسينية تطل بحيرة المنزلة على أربع محافظات هي:
- محافظة بورسعيد في الشرق والشمال الشرقي.
- محافظة دمياط في الشمال والشمال الغربي.
- محافظة الشرقية في الجنوب.
- محافظة الدقهلية في الغرب والجنوب الغربي من البحيرة.

## أقسامها
تنقسم بحيرة المنزلة جغرافيا إلى خمسة أجزاء رئيسية هي:
منطقة المثلث
وهي الجزء الشمالي لحدود البحيرة ويقع كاملا داخل حدود دمياط وهي طريق دمياط عزبة البرج بطول 15 كم من الناحية الغربية ويمثل قاعدة المثلث ومن الشمال طريق دمياط بورسعيد القديم على ساحل البحر والضلع الثالث طريق دمياط شطا بورسعيد وحتى الديبة من الناحية القبلية والتي تمثل راس المثلث ويربط بينة وبين البحيرة الام عدة فتحات على طريق دمياط بورسعيد وترتيبها من دمياط إلى بورسعيد
- فتحة سورجان بجوار مرور شطا وهو عبارة عن ماسورتين بقطر 2 م للواحدة مغلق نصفها بالطمي ويصعب تطهيرها.
- فتحة الكيلو 4.5 على طريق بورسعيد دمياط عبارة عن ماسورتين بقطر 2 م.
- فتحة الكيلو 19 على نفس الطريق وبنفس المواصفات.
- فتحة الجمازرة على نفس الطريق وبنفس المواصفات.
- فتحة البغدادي وهي عبارة عن كوبري والفتحة بعرض 36 م وتعتبر المغذي الرئيسي بين المثلث والبحيرة.
- فتحة البغدادي على طرق دمياط بورسعيد.

أهم الفتحات المغذية للمثلث
- قناة الصفارة.
- البوغاز الجديد.
- فتحة الكراكة.
- فتحة العلامة.
- فتحة الشيخ علي.
- إضافة إلى العديد من الفتحات التي أقامها أصحاب المزارع

وتبلغ مساحة هذا الجزء 33 ألف فدان معظمها مزارع سمكية حيث تبلغ مساحة المزارع 19 ألف فدان تقريبا وتختلف درجات الملوحة في هذا الجزء حيث ترتفع درجات الملوحة في المناطق الشمالية من المثلث بالقرب من الفتحات وتقل في الانخفاض كلما اتجهنا جنوبا بالقرب من طريق بورسعيد دمياط وتعتمد على تربية الأسماك البحرية كالعائلة البوريـة (البوري والطوبار) وأسماك الدنيس والقاروص وأنواع الجمبري.
منطقة قعر البحر
وتقع هذة المساحة في قطاع بورسعيد في الجزء الجنوبي والغربي لمدينة بورسعيد وهي منطقة شبة معزولة بالطريق الدولي الدائري خلف بورسعيد
وهي بمساحة تزيد عن ألفين فدان محصورة بين الطريق الدولي الدائري ومدينة بورسعيد وتخص التعمير ويغذيها قناة القابوطي من قناة السويس وأربعة فتحات على الطريق الدائري لبورسعيد وتعتبر من أفضل مناطق البحيرة لارتفاع الأعماق بها وكانت حتى وقت قريب بعيدة عن التعديات وبدا منذ ما يقرب من عام تقريبا تظهر بها تعديات على استحياء ممثلة في وجود ظاهرة اللبش وهي تجمعات للنباتات داخل البحيرة مع وجود تعديات بإقامة مزارع في الجزء الجنوبي منها.
منطقة بوز البلاط
وهي في نطاق قطاع بورسعيد في الجزء الشمالي من بحيرة المنزلة محصورة بين طريق دمياط بورسعيد القديم شمالا والطريق الدولي جنوبا ومن الغرب محور الديبة ومن الشرق أول الطريق الدائري
الجزء الشرقي من بوز البلاط ويغذية فتحتي الجميل القديم والجديد وبه كم من التعديات الحديثة ويعتبرا بوغازي الجميل من أهم مشاكل البحيرة لوجود مهربي الزريعة وعدم السيطرة عليه أمنيا.
 منطقة الجحر
وهي المنطقة المحصورة بين حدود محافظة الشرقية من الجنوب وشمالا من مصرف بحر حادوس بالدقهلية وهي بالكامل تقع في نطاق محافظة الشرقية وهي بمساحة ثلاثة آلاف فدان تقريبا وتتغذى بالمياة من خلال مصرف بحر البقر القديم ومصرف بحر حادوس وتخضع لولاية الهيئة العامة لتنمية الثروة السمكية دون سيطرة نهائيا عليها وبها العديد من التعديات الصارخة ممثلة في إقامة حوش سمكية واستزراع نباتي وإقامة مباني حتى داخل البحيرة وتم حصر كافة التعديات الموجودة بها دون جدوى لتدخل الآخرين.
البحيرة الأم
وهي باقي عموم البحيرة بمساحة 75 ألف فدان تقريبا وتضم ثلاث محافظات هي بورسعيد دمياط الدقهلية وتتراوح درجات الملوحة بها ما بين الارتفاع والانخفاض، ترتفع شمالا ومن الشمال الشرقي وتنخفض حتى العذوبة في الغرب والجنوب ويوجد بها العديد من التعديات داخل وعلى حدود البحيرة ممثلة في تجفيف وإقامة حوش مخافة وتتأثر المناطق الجنوبية والغربية بوجود البوص والغاب بكثافة ويوجد العديد من الجزر داخل البحيرة أهمها جزيرة العزبي ويقطنها أكثر من ألفي فرد واثر ابن سلام والفرشة وبر المعامل وغزلات والذي يمثل مشكلة في عدم سريان المياة من الشمال إلى الجنوب على الرغم من وجود مقاطع ويحتاج الأمر إلى شق مقاطع كبيرة بالشفاط ويمكن وضوح أثر ذلك من الصورة.

## مياه البحيرة
تعتمد بحيرة المنزلة في تغذيتها بالمياة على العديد من المصادر التي تغذيها بالمياة العذبة والمالحة ومياة البحيرة من النوع الشروب وتتدرج ملوحتها بين الدرجات الدنيا في المناطق الغربية والجنوبية وتصل إلى 2 جزء في الألف وتزداد كلما اتجهنا شمالا بالقرب من فتحات البواغيز لتصل إلى أكثر من 45 جزء في الألف شمالا .
مصادر التغذية بالمياة المالحة
1. بوغاز الجميل القديم على ساحل البحر الأبيض ويقع في نطاق بورسعيد
2. بوغاز الجميل الجديد على ساحل البحر الأبيض ويقع في نطاق بورسعيد
3. قناة القابوطي أو ما يعرف بالرسوة واتصاله شرقا بقناة السويس بالجزء الجنوبي من بورسعيد
4. قناة الرطمة وتتصل مباشرة بنهر النيل الجزء المالح شمال دمياط بمسافة 7 كيلو
5. قناة الصفارة بمدينة عزبة البرج في مصب النيل مباشرة وتبعد عن دمياط ب15 كم
6. بوغاز عزبة البرج الجديدة من البحر الأبيض شمالا وقد تم إنشاؤه في عام 2001 ويبعد عن مدينة عزبة البرج بمسافة 2 كم بتكلفة 17 مليون جنية إلا أن هذا البوغاز يحتاج إلى حماية كبيرة من قراصنة الزريعة ويحتاج إلى إنشاء نقطة حراسة من ناحية البحيرة
7. فتحه الكراكة الكيلو 6 على ساحل البحر الأبيض بمسافة 6 كم من عزبة البرج وتصل بين البحيرة وطوال الكراكة شمال المثلث وهو الموقع الذي تم اختياره لإنشاء ميناء الصيد الجديد
8. فتحه الشيخ علي على ساحل البحر الأبيض وتبعد بمسافة 18 كم من عزبة البرج وقد أُنشئت في السبعينات بتكلفة 50 ألف جنية
9. فتحه العلامة على ساحل البحر الأبيض وتبعد عن عزبة البرج مسافة 24 كم
مصادر المياة العذبة
يصب في بحيرة المنزلة العديد من المصارف بالمياة المعالجة وغير المعالجة وتصل مياه الصرف إلى البحيرة من خلال تسعة مصادر رئيسية إضافة إلى الصرف الصحي لعدد من المدن ابتداء من القاهرة وحتى بورسعيد ودمياط والمطرية حيث تستقبل البحيرة أكثر من 6 ملايين متر مكعب من المياه الناتجة عن الصناعة والزراعة ومخلفات المنازل.
أهمها :
1. مصرف بحر البقر وهو أكبر المصارف ويبلغ طوله 190 كيلو يمتد من القاهرة مارا بالقليوبية والشرقية والإسماعيلية ويعتمد على الصرف الصحي لتلك المدن
2. مصرف حادوس ويفصل بين محافظتي الشرقية والدقهلية وهو عبارة عن مصرف زراعي
3. مصرف العنانية ويربط بين النيل والبحيرة جنوب دمياط وهو عبارة عن مصرف زراعي وفي بعض الأحيان كان يستخدم كمفيض للنيل في حالة ارتفاع مياة النيل قبل إنشاء ترعة السلام
4. مصرف السرو داخل محافظة دمياط وهو مصرف زراعي
5. مصرف رمسيس بمحفظة الدقهلية ومحمل بمياه الصرف الزراعي
6. مصرف ضخ المطرية
7. محطة طرد أولاد حمام بدمياط وهو مصرف زراعي لقطاع فارسكور
8. مصرف الخواطرية بين دمياط والدقهلية
9. مصرف محب والسيالة وهو عبارة عن مصرف صحي لجزء من مدينة دمياط والسيالة
10. محطة صرف الخياطة ( والتي تصب في منطقة الهيشة بالمثلث)
11. محطة صرف mk ببورسعيد والتي تصرف المياة مباشرة على البحيرة بدون معالجة بسبب عيوب فنية بها قد أظهرت التحليل أن مياه السيب النهائي لها ملوث بالرصاص .
12. محطة صرف المناصرة والجرابعة والتي تصب في ترعة التغذية الخاصة بالمزارع السمكية بغرب بورسعيد بدون معالجة بسبب مشاكل إدارية بين المحافظة والشركة القابضة لمياه الشرب والصرف الشركة القابضة لمياه الشرب والصرف الصحي وبين المقاول المسئول عن التشغيل
13. عدة مواسير تمتد تحت الأرض بطريقة غير شرعية ممتدة من بورسعيد وحتى البحيرة مباشرة حاملة الصرف الصناعي الغير معالج
و قد أدى التغير في النظام المائي للبحيرة نتيجة تناقص مخزون المياه بها وزيادة العذوبة لعدم فاعلية البواغيز الحالية في صرف كميات من البحر إلى البحيرة وانسداد وضيق الفتحات ما بين طريق دمياط وبورسعيد القديم الأمر الذي أثّر على حركة سريان المياة ما بين منطقة المثلث والبحيرة الأم إلى تغيير في التركيب النوعي لأسماك البحيرة وتمثل 92 % بلطي و 8 % من كل الأنواع الأخرى
كما شجّع زيادة الغطاء النباتي في جميع أجزاء البحيرة وعذوبة المياه إلى توالد وتكاثر سمك البلطي وفي نفس الوقت صارت عذوبة المياة ونمو النباتات سببا في اعتبارها مناطق طرد لا جذب للأسماك البحرية
كذلك إنشاء وشق الطرق داخل البحيرة وتقسيمها بدون عمل فتحات كافية أو الأخذ في الاعتبار لحركة المياة ودورانها.

## التاريخ

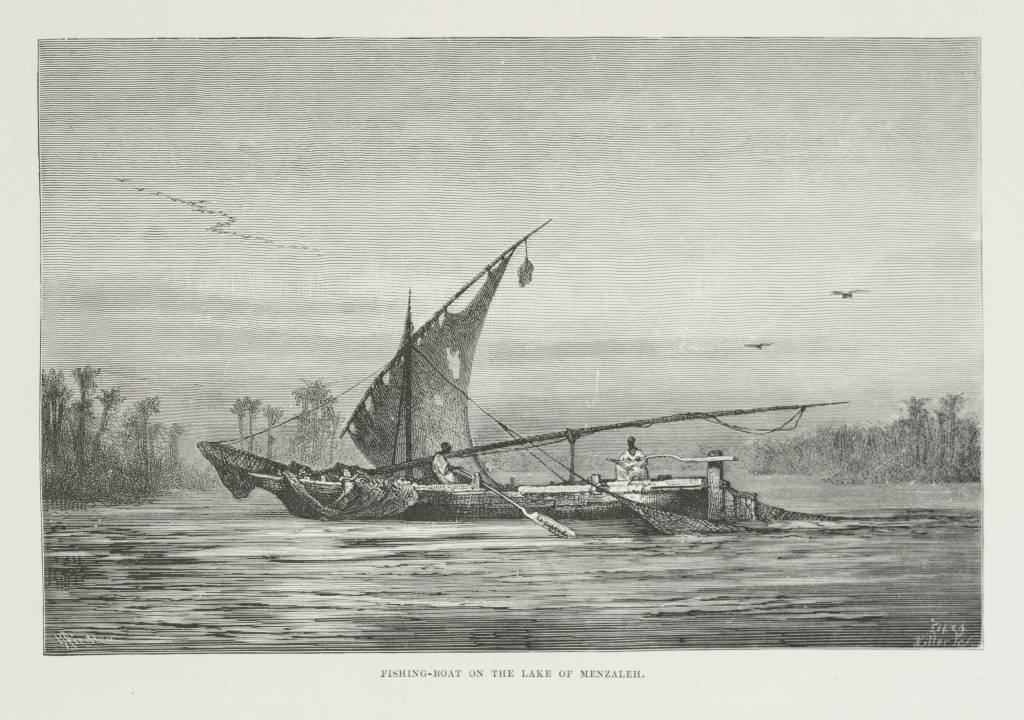
رسم لمركب صيد على مياه بحيرة المنزلة سنة 1878